# Joaquim Jacinto de Mendonça
Joaquim Jacinto de Mendonça (Pelotas, 20 de maio de 1828 — Pelotas, 31 de janeiro de 1891) foi um político brasileiro.

## Biografia
Filho de João Jacinto de Mendonça (natural de Angra do Heroísmo, Ilha Terceira, Açores) e de Florinda Luísa da Silva Mendonça; neto paterno de André Francisco de Mendonça e Maria da Anunciação; neto materno de José Tomás da Silva e Eulália Maria da Cunha; irmão de João Jacinto de Mendonça.
Casou-se em 4 de dezembro de 1852, em sua cidade natal, com Clara Bárbara da Cunha (nascida em Pelotas a 4 de dezembro de 1834 — falecida a 5 de setembro de 1900), filha do comendador Alexandre Vieira da Cunha e de Maria Josefa Leopoldina da Silva. Tiveram quatro filhos.
Fez os estudos preparatórios no Colégio Pedro II no Rio de Janeiro, cursando depois a Faculdade de Direito de São Paulo, onde formou-se em 1850. Foi promotor público e magistrado.
Filiado ao Partido Conservador, como toda sua família, foi deputado provincial e presidente da província de Sergipe, nomeado por carta imperial de 20 de fevereiro de 1861, de 1 de junho de 1861 a 13 de junho de 1863, e do Rio Grande do Sul, de 27 de outubro de 1887 a 26 de janeiro de 1888.